# Riesenstein (Guntershausen)
Der Riesenstein von Guntershausen beim Baunataler Ortsteil Guntershausen im Landkreis Kassel von Hessen ist ein vorchristliches Megalithdenkmal.

## Geschichte

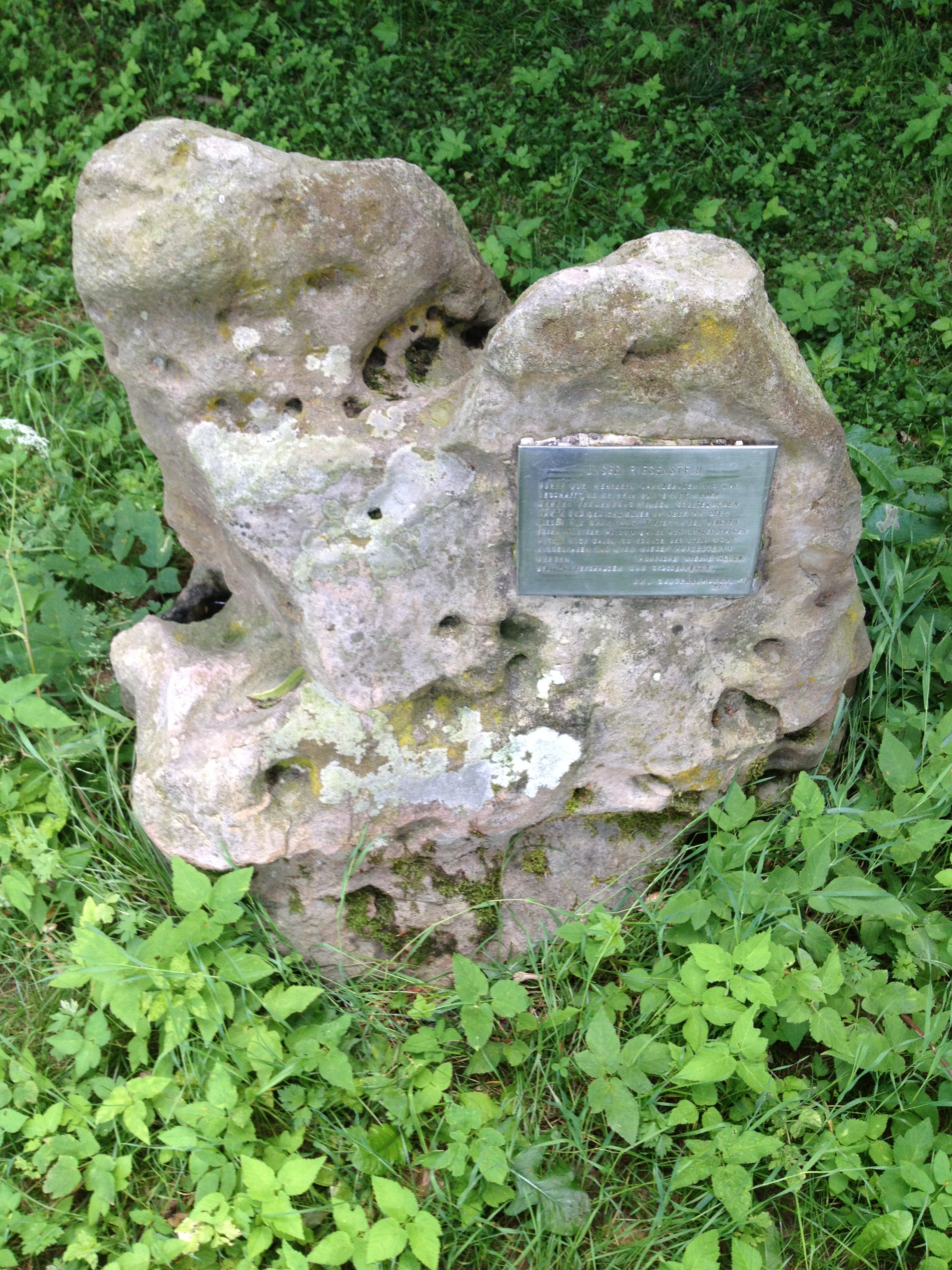
Riesenstein mit Informationstafel

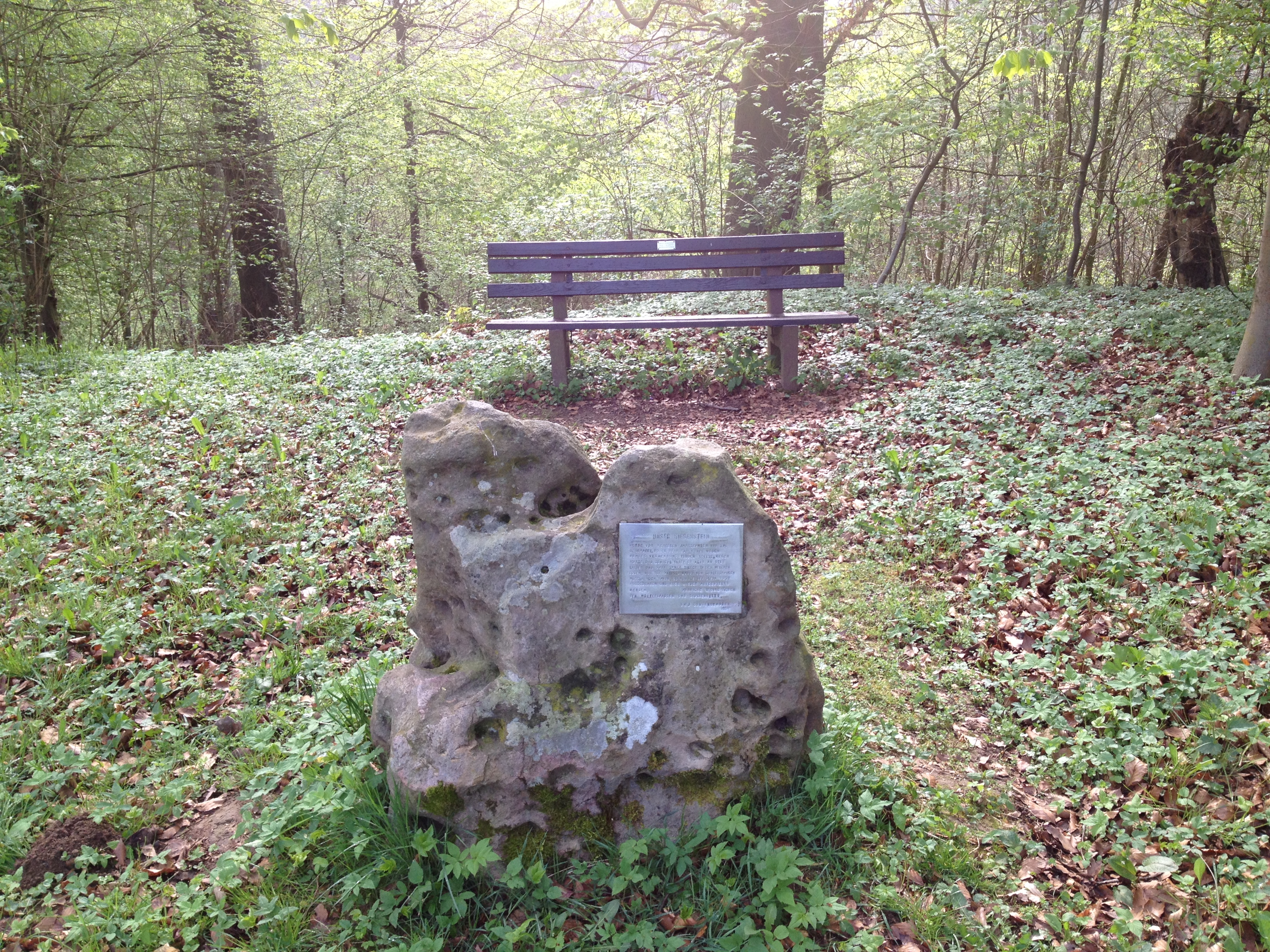
Riesenstein mit Parkbank

Der Stein ist der kleinste bekannte Menhir im Kasseler-Fritzlarer Verbreitungsgebiet. Er wurde nicht künstlich behauen, sondern erhielt durch Verwitterungseinflüsse seine heutige Form. Man vermutet heute, dass der Menhir in einer Epoche der Jungsteinzeit von Bauern der Wartbergkultur zur Totenverehrung aufgestellt wurde. Der Stein wurde wohl aufgrund seiner beiden oben befindlichen Schalen, einer künstlichen Opferrinne und der zahlreichen Näpfchen für rituelle Zwecke ausgewählt. Genau belegen lässt sich diese These jedoch nicht.
1891 sollte der stark löchrige, etwa ein Meter hohe und ein Meter breite Block aus Quarzit, das in dem Baunadurchbruch durch ein Sandsteingebirge am Eulenberg nicht natürlich vorkommt, für den Bau eines neuen Wehrs Verwendung finden. Er blieb aufgrund seines großen Gewichts am Baunaufer liegen und geriet zunächst in Vergessenheit, da er im Ufersand versank. Laut mündlicher Überlieferung wurde der Menhir 1937 von dem Lehrer August Boley wiederentdeckt und an seinem vermutlichen ursprünglichen Standort erneut aufgestellt. 1967 brachte der DWJ Guntershausen eine Tafel am Stein an.

## Anfahrt
Von dem Parkplatz Unteres Baunatal in Guntershausen folgt man dem Wanderweg 2 oder 3 bis zur Schutzhütte Riesenstein. Direkt am Riesenstein vorbei verlaufen zudem die beiden Wanderwege Kassel-Steig und Eco Pfad Kulturgeschichte Guntershausen.